# Малая Ростока
Малая Ростока (укр. Мала Розтока) — село в Иршавской общине Хустского района Закарпатской области Украины.
Население по переписи 2001 года составляло 510 человек. Почтовый индекс — 90133. Телефонный код — 3144. Занимает площадь 0,79 км². Код КОАТУУ — 2121982803.

## История
В 1946 году указом ПВС УССР село Угочанская Ростока переименовано в Малая Ростока.